# Jorge Azanza
Jorge Azanza est un coureur cycliste espagnol né le 16 juin 1982 à Altsasu. Professionnel de 2005 à 2013, il participe à plusieurs reprises au Tour de France, à la Vuelta et au Giro.

## Biographie
Jorge Azanza devient cycliste professionnel en 2005 dans l'équipe continentale professionnelle espagnole Kaiku. Il y reste deux ans. Ses meilleurs résultats sont la neuvième place du Tour de La Rioja en 2005 et la sixième place du Trofeo Calvia en 2006.
En 2007, il est recruté par l'équipe ProTour Euskaltel-Euskadi. Il participe à son premier grand tour, le Tour de France 2007, qu'il termine à la 82e place.
En 2011, son équipe le sélectionne pour courir le Tour d'Italie et le Tour d'Espagne.
L'année suivante, il participe à son deuxième Tour de France.
En 2013, il est de nouveau aligné par ses directeurs sportifs au Tour d'Italie et au Tour d'Espagne. La disparition de l'équipe  Euskaltel-Euskadi à la fin de cette saison le pousse à mettre un terme à sa carrière de coureur professionnel.

## Palmarès
- 2004
  - Champion du Pays basque du contre-la-montre espoirs
  - Subida a Gorla
  - Classement général du Tour de Cordoue
  - 3ea étape du Tour de la Bidassoa
  - 2e du Mémorial Cirilo Zunzarren
  - 2e de la Subida a Urraki

## Résultats sur les grands tours

### Tour de France
2 participations
- 2007 : 82e
- 2012 : 74e

### Tour d'Italie
2 participations
- 2011 : 68e
- 2013 : 33e

### Tour d'Espagne
2 participations
- 2011 : 97e
- 2013 : 90e